# Wałdowo Szlacheckie

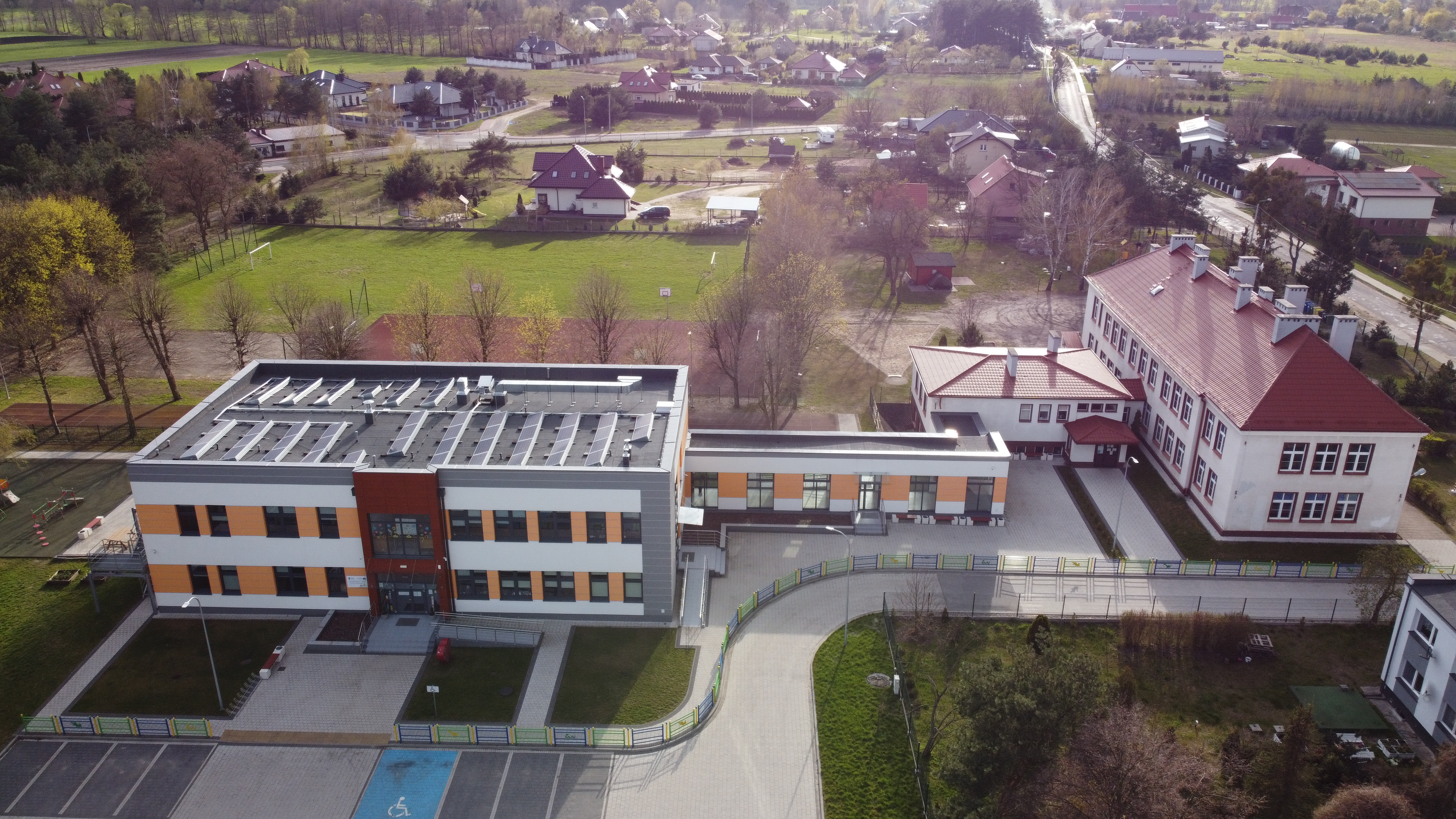

Wałdowo Szlacheckie – wieś w Polsce położona w województwie kujawsko-pomorskim, w powiecie grudziądzkim, w gminie Grudziądz.

## Podział administracyjny
W latach 1975–1998 miejscowość administracyjnie należała do województwa toruńskiego.

## Demografia
Według Narodowego Spisu Powszechnego (III 2011 r.) wieś liczyła 654 mieszkańców. Jest czwartą co do wielkości miejscowością gminy Grudziądz.

## Krótki opis
Znajduje się w odległości 12 km na południe od centrum miasta Grudziądz. Obecnie coraz więcej Grudziądzan buduje swoje domy w Wałdowie, co wpływa na dodatnie saldo migracji. We wsi znajduje się przystanek kolejowy oraz rozbudowana w 2018 roku szkoła podstawowa z oddziałami przedszkolnymi. We wsi znajduje się również park wiejski z podniebnym centrum kultury, świetlica wiejska, kaplica i supermarket Dino.

## Połączenia komunikacyjne
Komunikację do wsi zapewnia linia autobusowa G9 organizowana w ramach Gminnej Komunikacji Publicznej obsługiwana przez Arrivę. Ten sam przewoźnik zapewnia połączenie kolejowe na linii kolejowej 207 (Toruń Wschodni – Malbork) do Torunia, Grudziądza, Bydgoszczy oraz Chełmży.